# Toviklin
Toviklin 
Dans le sud-ouest de la République du Bénin, entre les communes de Klouékanmè, Dogbo, Lalo et Djakotomey, il y a Toviklin ; territoire de Tété, Ekpé, Yehou, Agbaza, Solevo, Gbleto, Dokoui, Edaye, Jean Agbévo, Rigobert Tozo, etc. 
Toviklin s'étend sur 120 km2 au centre du département du Couffo. Elle fait partie de la zone géographiquement homogène dénommée : « plateau Adja » avec une altitude moyenne de 80 mètres.
On y consomme la pâte de maïs à la sauce légume, la sauce tomate au gombo, ou la sauce graine bien assaisonnée ; l’igname pilée.
Dans les concessions, les cours des grandes familles ou sur les places publiques comme le Grand marché se pratiquent plusieurs rythmes comme le Badahoué, le Zinli et le Achipé, tandis que dans les couvents et les lieux de culte les divinités Sakpata, dan, Tohossou, Lègba, Cocou, Azon, Thron sont assez présentes avec leurs adeptes. Les activités cultuelles impliquant la préservation des zones arborées vouées aux divinités, font que Toviklin enregistre la présence d’un nombre important de petites réserves forestières.
Le climat de la commune est de type subéquatorial caractérisé par quatre saisons (deux saisons sèches et deux saisons pluvieuses). Dans ce territoire au relief peu accidenté, séparé en deux par une vallée, vit une population de plus de 90.000 habitants constituée à 95 % d’adja, suivis des fon et des yoruba (5%).
Cette population est aussi en majorité féminine. Toviklin est justement une commune à forte activité féminine. La société s’avère assez exigeante envers la femme. Elle lui octroie des responsabilités très étendues en ce qui concerne le bien-être intégral de la communauté, comme par exemple la bonne santé de la famille, le niveau d’instruction des enfants, l’accès à une alimentation saine et suffisante pour la famille, un accroissement de revenus familiaux. Pour répondre à ces exigences, les femmes s’organisent en divers groupements, autour de l’agriculture (culture de maïs, du Niébé, du manioc etc..) du maraîchage, l’élevage des animaux à cycle court ; la petite industrie (fabrication de produits ménagers, comme le savon, la poterie de terre cuite, les nattes, fabrication de l'huile de palme, de gari, etc.). Cette forte implication des femmes dans le bien – être communautaire laisse espérer une amélioration progressive dans les affaires politiques de la commune.
La commune est actuellement dirigée par le maire  Rigobert Tozo qui chapeaute ainsi ses sept (07) arrondissements (Avédjin; Doko ; Tannou-gola ; Adjido ; Houédogli ; Toviklin ; Missinko) et ses 65 villages.

## Situation géographique
Elle est délimitée au nord par la commune de Klouékanmè, au sud par celle de Dogbo, à l'est par la commune de Lalo et à l'ouest par celle de Djakotomey.
|            | Klouékanmè |      |
| Djakotomey | Toviklin   | Lalo |
|            | Dogbo      |      |

## Population
Lors du recensement de 2013 (RGPH-4), la commune comptait 88 611 habitants.

## Administration

### Subdivision en arrondissements
La commune compte 7 arrondissements :
- Avédjin
- Doko
- Tannou-gola
- Adjido
- Houédogli
- Toviklin
- Missinko

### Villages et quartiers
Toviklin est aussi subdivisée en 65 villages et 10 quartiers.

## Galeries

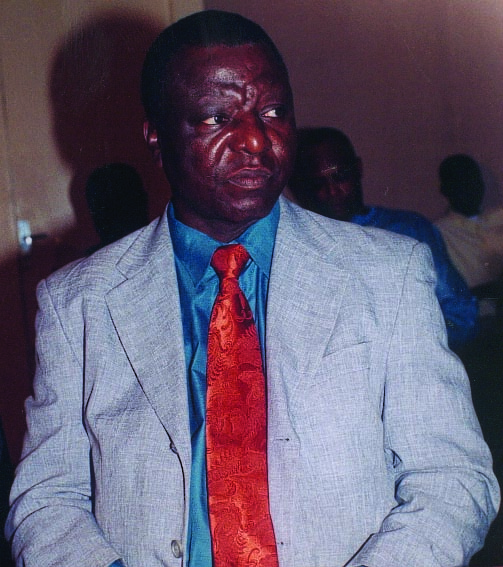
Bénoît Natabou, ancien maire de Toviklin

## Autres
Toviklin est aussi connu comme étant un territoire regorgeant plusieurs talents, assez variés. Commune d'origine des légendaires artistes tels que Sèkou Tolèkon (Rythme Tôba du Bénin), Tobaz (le rythme Achikpé) et bien d'autres, Toviklin continue de se faire remarquer sur beaucoup de plans. Anciennement connu pour être la maison des "chez les intellectuels", Toviklin est aujourd'hui la commune d'origine des artistes chanteurs comme Agoundo, Alpha Agbodo, Ghix, etc.